# Bel Ombre (Mauritius)
Koordinaten: 20° 30′ S, 57° 24′ O
Bel Ombre ist eine Ortschaft („Village“) auf Mauritius.
Bel Ombre gehört zum Distrikt Savanne und dort administrativ zur Village Council Area  (VCA) Bel Ombre. Bei der Volkszählung 2011 hatte die VCA Bel Ombre 2.417 Einwohner. Die wichtigsten Religionsgruppen dort sind die römisch-katholische Kirche (1419 Einwohner) und der hinduistische Glaube (627 Einwohner).

## Etymologie
Der Name stammt aus dem französischen und bedeutet „schöner Schatten“. Da Schatten in der französischen Sprache weiblichen Geschlechtes ist, und die weibliche Form von „schön“ „Belle“ lautet, müsste der Name eigentlich „Belle Ombre“ lauten. Daher wird auch diskutiert, dass der Name von dem Fisch Äsche abgeleitet wird. Dieser wird auf Französisch ebenfalls Ombre genannt, ist aber grammatikalisch männlichen Geschlechtes. Historisch kommen beide Namensformen vor.
1769 erwähnt Jacques-Henri Bernardin de Saint-Pierre in seinen Reiseberichten den Ort Bel Ombre. Dort würden zwei- bis dreihundert entlaufene Sklaven leben (siehe auch Le Morne Brabant). 1782 erwähnt der Botaniker Jean-Nicolas Céré den Ort als „Belle Ombre“. Im Laufe der Zeit setzte sich die heutige Namensform durch.

## Die Zuckerfabrik
Die Geschichte des Ortes ist eng mit der der Zuckerplantage und -fabrik vor Ort verbunden. Die Zuckerfabrik wurde 1802 durch J. Courdray gegründet. 1807 wurde das Unternehmen von Caliste Chamoiseau erworben. Nach dessen Tod 1833 verkauften seine Erben an Gaston d’Emmerez. Zu diesem Zeitpunkt hatte die Plantage eine Größe von 5.000 Arpents, nachdem 1817 die Plantagen Ruisseau Créole mit 666 Arpents und Mont Rose mit 278 Arpents angegliedert worden waren.
1910 wurde die Firma in die heutige CSBO (Compagnie Sucrière de Bel Ombre Ltd.) überführt, die heute 2500 Hektar Land in Bel Ombre und im Südwesten von Mauritius besitzt. 1999 stellte die Zuckerfabrik den Betrieb ein. Das angebaute Zuckerrohr wird heute in anderen Zuckerfabriken des Landes verarbeitet.

## Das Château de Bel Ombre
Das Herrenhaus Château de Bel Ombre wurde 1910 durch die Compagnie Sucrière de Bel Ombre Ltd. (CSBO) im Herzen der Zuckerplantage angelegt. Das durch vorgebaute Veranden sechsteilig gegliederte Haus im Kolonialstil ist heute ein Restaurant.

## Das Trevessa-Monument

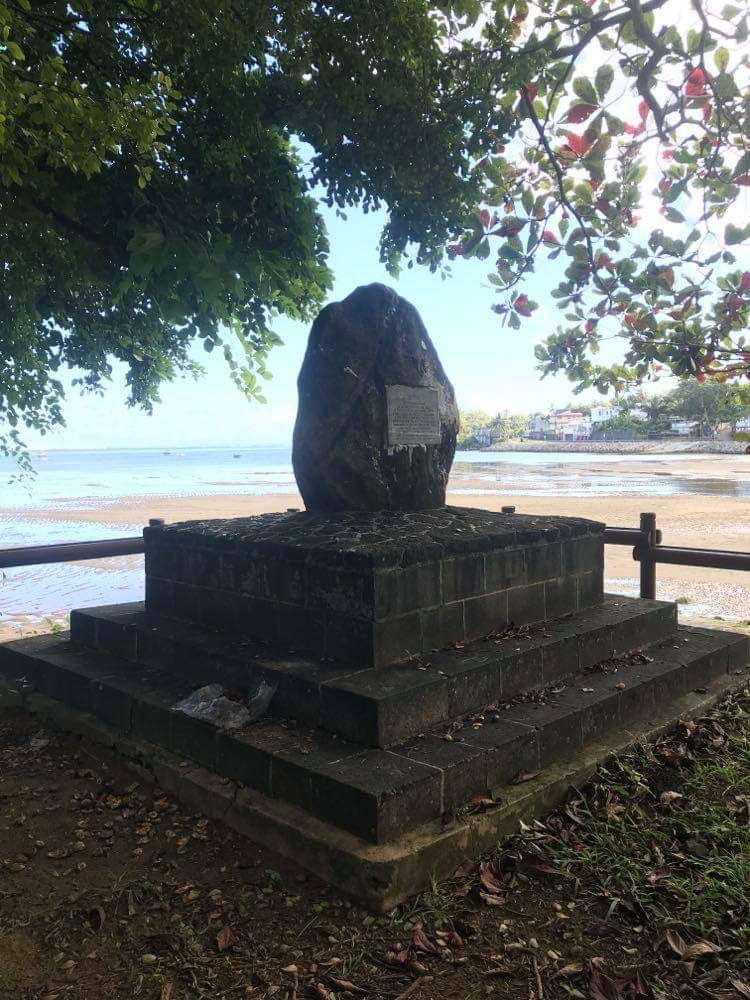
Trevessa-Monument

Das Trevessa-Monument ist das einzige Kulturdenkmal des Ortes. Es handelt sich um einen Gedenkstein an die Überlebenden des Untergangs der Trevessa 1923. Er steht am Ende des Strandes nahe dem Friedhof von St. Martin.

## Tourismus
Heute ist der Tourismus ein wichtiger Zweig des Wirtschaftslebens. Bel Ombre verfügt über mehrere Strände. Auf dem Gelände der ehemaligen Zuckerplantage wurden zwei Luxushotels und ein Golfplatz angelegt.